# Calligra Sheets
Calligra Sheets (precedentemente Calligra Tables e prima ancora KSpread) è un foglio elettronico che fa parte del progetto Calligra Suite, (precedentemente KOffice), una suite di software di produttività personale originariamente progettata per il desktop environment KDE, divenuta multipiattaforma grazie al porting sulle librerie Qt4.

## Caratteristiche
Tra le caratteristiche di Tables c'è la possibilità di lavorare con più fogli in un unico documento, usare varie formattazioni. Sono supportate più di 100 funzioni, vari template, controllo ortografico e collegamenti ipertestuali.
Il formato nativo di Tables è l'XML, compresso nel formato ZIP. Dalla versione 2.0 il formato adottato è Open Document.
Tables può anche importare documenti di altri formati, tra i quali Microsoft Excel, Applix Spreadsheet, Corel Quattro Pro, CSV, OpenOffice.org Calc, dBase, Gnumeric, .SXC (OpenOffice.org XML), Kexi e TXT.
Esporta verso OpenDocument Spreadsheet, SXC, KSpread document, CSV, HTML, Gnumeric, TeX e TXT. KSpread non supporta più l'esportazione verso XLS (soltanto fino alla versione 1.6.3).